# Aristide Teodorescu
Aristide Traian Teodorescu (n. 18 septembrie 1924, București – d. 7 iulie 2010, București) a fost un inginer hidrotehnician român care a făcut parte din echipa de pionerat, pentru România, la această disciplină. A colaborat la realizarea Planului Național de Amenajare a Apelor din România prin proiectarea schemelor de amenajare complexă a mai multor sisteme hidrotehnice, precum și a lucrărilor hidrotehnice aferente în calitate de șef de proiect complex sau consilier

## Tinerețe și studii
Născut la 18 septembrie 1924 dintr-o familie de cărturari, ambii părinți fiind institutori la Școala Floreasca din București, Aristide Teodorescu s-a înscris în 1935 la Liceul Spiru Haret, pe care l-a absolvit în 1943. A urmat în continuare cursurile Facultății de Construcții din cadrul Școlii Politehnice din București pe care a absolvit-o în 1948 specializându-se în domeniul hidrotehnicii, domeniu spre care a fost îndreptat de profesorii Dorin Pavel și Cristea Mateescu.

## Începuturile activității profesionale
După absolvirea Politehnicii, Aristide Teodorescu s-a angajat la antrepriza Aurel Ioanovici, lucrând ca inginer pe șantierul micro–hidrocentralei de la Zărnești, avându-l ca șef și îndrumător pe Radu Prișcu.

## Proiectant la Institutul de Studii și Proiectări Energetice
În vara anului 1949, la chemarea profesorului Dorin Pavel, Aristide Teodorescu s-a transferat la Institut de Studii și Proiectări Energetice (ISPE) din București  înființat pentru elaborarea documentațiilor tehnice ale centralelor electrice și rețelelor de distribuție prevăzute în Planul de Electrificare. În domeniul hidroenergetic, acest institut a reușit să atragă un grup de tineri ingineri, aparținând aceleiași generații, entuziaști și bine pregătiți, care, sub îndrumarea profesorilor Dorin Pavel și Cristea Mateescu au a constituit nucleul tehnic prin care a elaborat primele proiecte pentru centralele hidroelectrice și lucrările hidrotehnice aferente.
Inginerului Aristide Teodorescu a primit însărcinarea de șef de proiect pentru barajul și hidrocentrala Gureni de pe Râul Mare prima lucrare ce trebuia promovată pentru amenajarea hidroenergetică a barajului Râul Mare.
De asemenea, a fost direct implicat în elaborarea primului plan de amenajare hidroelectrică a fluviului Dunărea.
Printre primele amenajări hidroenergetice a căror execuție a fost promovată imediat a fost centrala hidroelectică Sadu V (Sibiu), de pe râul Sadu. Pe lângă funcția de șef de proiect al lucrării, Aristide Teodorescu a îndeplinit și sarcina de inginer îndrumător a execuției, coordonând grupul de proiectanți de pe șantier.

## Actvitate în cadrul Comitetul de Stat al Apelor
În perioada 1957 - 1960, recomandat de buna pregătire profesională și de experiența acumulată anterior în proiectarea și execuția de lucrări hidrotehnice, a activat în cadrul Comitetului de Stat al Apelor, instituție nou creată pentru administrarea și gospodărirea resurselor de apă din România. În calitate de șef de serviciu și ulterior de director tehnic al Direcției Generale a Apelor și-a adus o contribuție deosebită la organizarea inițială a activităților de gospodărire a resurselor de apă atât la nivelul central cât și în teritoriu, fiind partizan al organizării pe bazine hidrografice. Acest mod de organizare administrativă și-a dovedit eficiența și ca urmare a rămas în vigoare și în prezent după o perioadă de peste 50 ani.
Din activitatea tehnică desfășurată în Comitetul de Stat al Apelor este de reținut, în special, inițierea elaborării planurilor de amenajare complexă a resurselor de apă și contribuția sa nemijlocită în stabilirea conținutului acestora și a numeroaselor normative de elaborare. Marturisea ca planurile de ameajare complexa a apelor au constituit domeniul preferat al activitatii lui.

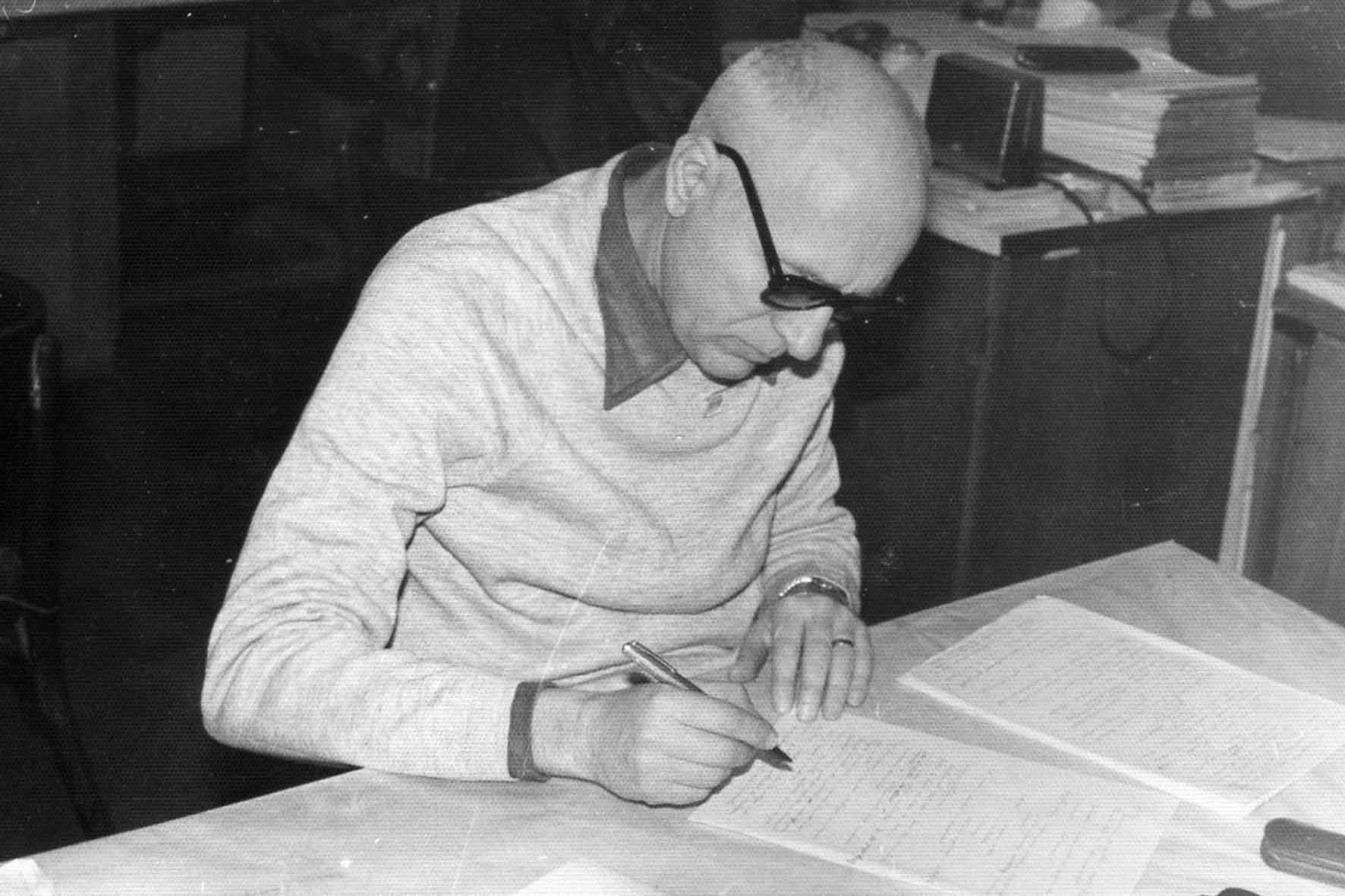
Ing. Aristide Teodorescu la planșetă în 1967 - Institutul pentru Planuri de Amenajare și Construcții Hidrotehnice (IPACH)

## Activitate de proiectant în cadrul ICPGA (IPACH)

### Scheme de amenajare complexă - concepția generală.
După anul 1960 până la pensionare a activat ca inginer șef de proiect complex și consilier în cadrul Institutului pentru Planuri de Amenajare și Construcții Hidrotehnice (IPACH), transformat ulterior in Institutul de Cercetări și Proiectări pentru Gospodărirea Apelor (ICPGA) revenind astfel la activități direct productive.
În cadrul ICPGA – București, și-a adus o contribuție deosebită la elaborarea a numeroase lucrări, din care trebuie menționate:
- elaborarea planurilor de amenajare pe bazine hidrografice;
- pentru alimentarea cu apa a centrelor industriale Baia mare- Baia Sprie,sistemul hidrotehnic Dragomirna pentru alimentarea cu apa a centrului industrial Suceava,alimentarea cu apa a centrului minier Balan,Sistemul hidrotehnic Gilau pe r. Somesul Mic pentru alimentarea cu apa a orasului Cluj, Stânca – Costești, alimentarea cu apa a centrului industrial Borzești – Onești,Sistemul hidrotehnic Ighis pentru alimentarea cu apa a centrului industrial Medias-Copsa Mica,Sistemul Hidrotehnic Prahova-Teleajen pentru alimentarea cu apa potabila si industriala a zonei Brazi-Ploiesti-Teleajenetc), etc.;
- elaborarea împreună cu specialiștii sovietici, a studiului tehnico – Economic pentru Sistemul Hidrotehnic Stânca – Costești;
- elaborarea cu responsabilitate și atribuția de șef de proiect complex sau indrumator de proiect (consilier) a numeroase și importante obiective hidrotehnice: barajul Strâmtori și Berdu pe râul Firiza, barajul Bălan în zona superioară a râului Olt ,barajul Dragomirna (Suceava), barajul Paltinu pe râul Doftana, galeriile de aducțiune Strâmtori – Baia Mare și Runcu – Firiza, barajul Ighiș ,barajul Măneciu de pe râul Teleajen si partial barajul Runcu

### Colaborare la proiectarea lucrărilor hidrotehnice (baraje și lucrări anexă) în calitate de șef proiect complex

#### Sistemul de gospodărire a apelor Baia Mare
Sistemul de gospodărire a apelor Baia Mare amenajează resursele de apă ale râului Firiza în principal pentru satisfacerea cerințelor de apă potabilă și industrială din zona municipiului Baia Mare. În subsidiar, sistemul permite și producția de energie hidroelectrică. Sistemul Baia Mare, executat în perioada 1960-1964 cuprinde următoarele lucrări hidrotehnice:

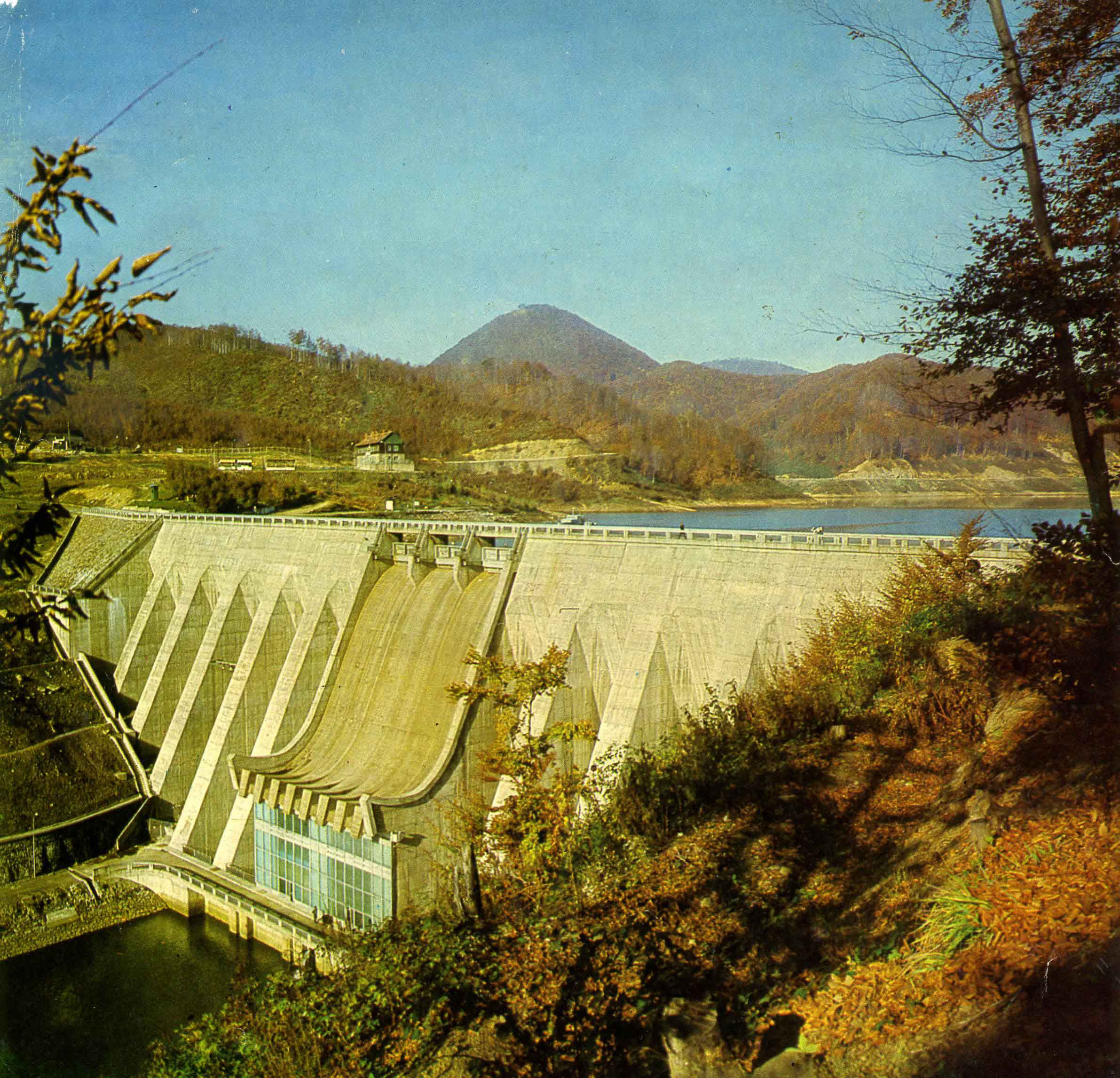
Barajul Strâmtori

- Barajul Strâmtori
- Barajul Berdu

##### Barajul Strâmtori
Barajul Strâmtori, situat la 10 km amonte de municipiul Baia Mare este un baraj de beton cu contraforți, având o înălțime de 51,5 m și o lungime la coronament de 260 m. Barajul proiectat de Aristide Teodorescu este primul baraj cu contraforți ciupercă realizat în România. Proiectarea barajului a impus rezolvarea unor probleme dificile din cauza secțiunii transversale asimetrice a văii. Pe versantul stâng și în partea centrală, unde andezitele, care formează roca de bază, erau la zi, a fost executat barajul de contraforți. Pe versantul drept, unde andezitele erau acoperite de un strat de aglomerate de 25–30 m grosime, și de un strat de diluviu de 3 : 8 m grosime s-a executat un dig de anrocamente fundat pe stratul de diluviu.

##### Barajul Berdu
Situat în aval de barajul Strâmtori, asigură regularizarea zilnică a debitelor uzinate de hidrocentrala Strâmtori la orele de vârf; este prevăzut cu o priză de apă dela care pleacă aducțiunea Strâmtori - Baia Mare, pentru debitele necesare alimentării cu apă. Berdu este un baraj de anrocamente cu înălțimea de 15 m.

##### Aductiunea Strimtori-Baia Mare
Asigura tranzitarea debitelor regularizate de acumularea barajului Strimtori si barajul Berdu pina la nodul de presiune Vicleanul Mare dela Baia Mare, unde are loc distribuirea debitelor pentru alimentarea cu apă . Lungimea totală a aducțiunii este de 4,5 km. Majoritatea traseului este în galerie, betonată, de 2.0 m. Valea dela Vicleanul Mic este traversată cu un apeduct .

#### Barajul Mesteacănul
Barajul Mesteacănul, situat pe Oltul superior a fost dat în funcțiune în 1964 și avea rolul de a asigura necesarul de apă potabilă și industrială a orașului Bălan și a exploatării de minereuri de cupru din zona învecinată. Barajul de anrocamente are o înălțime de 22,00 m și o lungime la coronament de 110,00 m și realizează un lac de acumulare cu un volum de 0,8 milioane m3
Cu toate proporțiile sale relativ modeste, determinate de amplasarea sa în zona de formare a Oltului, cu debite reduse, sistemul hidrotehnic Bălan a marcat o etapă în dezvoltarea lucrărilor de gospodărire a apelor din România, fiind prima lucrare de gospodărire a apelor promovată în cadrul celor identificate prin planurile de amenajare a apelor, toate lucrările anterioare fiind realizate în cadrul planului de electrificare. Barajul era primul baraj de anrocamente executat cu mască de etanșare din beton pe paramentul amonte. Spre deosebire, barajul Gozna, singurul baraj de anrocamente realizat de inginerii români înaintea celui de la Bălan, era etanșat cu tolă metalică. De asemenea, deversorul de ape mari a fost executat peste barajul de anrocamente, în zona centrală a barajului, soluție puțin uzuală pentru barajele de anrocamente.
Din lacul de acumulare pornește o conductă de 600 mm diametru și 3,2 km lungime, care conduce apa până la Combinatul de prelucrare a minereului de cupru.

#### Barajul Dragomirna
Barajul Dragomirna asigură alimentarea cu apă a centrului industrial Suceava. Este un baraj de pământ cu înălțimea de 17 m. Descărcatorul de ape mari amplasat lateral, e urmat de un canal rapid și disipator. Conductele pentru golirea  de fund și priza de apă sunt amplasate în cele două compartimente vizitabile ale unei casete de beton armat, care traversează corpul barajului.
4 Acumularea Dragomirna. Amplasament: pr. Dragomirna, cod cadastral XII – 1.17.30, mun. Suceava, jud. Suceava. Tipul barajului: de pãmânt omogen, cu pereu din dale de beton amonte. Înălțimea maximă = 21,5 m. Volum total = 18 mil. mc. Volum la NNR derogat (315,00 mdM) = 9,70 mil.mc. Funcțiunea principală: alimentare cu apă mun. Suceava. Clasa de importanță: a II-a, conform STAS 4273/61și 4273/83. Categoria de importanță: deosebitã B - indice de risc asociat RB = 0,48. Administrator: S.G.A. SUCEAVA

Barajul Paltinu

#### Barajul
Barajul Paltinu este un baraj de beton în arc, construit pe valea râului Doftana, în aval de confluența acesteia cu valea Păltinoasa, în cheile numite "La Tocile". Barajul are o înălțime deasupra fundației de 108 m., cota coronamentului barajului fiind la 654 m.d.M., lungimea totală a coronamentului barajului este de 455 m.
În secțiunea barajului, valea are un profil caracterizat printr-o asimetrie pronunțată. Pe malul stâng, se află o terasă cu o lățime de circa 100 m. Roca de bază este formată din gresie cu intercalații de șisturi marnoase și argiloase. Roca este traversată de mai multe falii și un sistem complex de fisuri.
Ținând seama de condițiile morfologice și geologice ale amplasamentului, Aristide Teodorescu a trebuit să adopte multe soluții originale.
Din cauza condițiilor geomorfologice dificile ale amplasamentului, a fost adoptată varianta unui baraj de beton în arc cu dublă curbură și cu rost perimetral, barajul Paltinul fiind primul baraj de beton în arc cu rost perimetral realizat în România. Aceasta  a impus realizarea unui soclu de fundație, prelungit pe malul stâng cu o aripă parabolică, astfel încât să se simetrizeze secțiunea în care este executat barajul propriu zis. Soclul permite o preluare mai bună a diferențelor modulelor de elasticitate ale rocii de pe cei doi versanți precum și o adaptare mai bună la condițiile geologice locale, prin plombarea zonelor cu rocă alterată. Terenul de fundație a fost consolidat printr-un voal de etanșare realizat prin injecții cu lapte de ciment. Între barajul parabolic și versantul stâng s-a mai executat și o culee de beton, pentru o conlucrare mai bună a barajului cu versantul.
Pentru stabilizare, au mai fost executate lucrări de consolidare a ambilor versanți prin ancorare cu cabluri pretensionate.
Cu toate aceste lucrări, în timpul primei umpleri a lacului, s-au constatat infiltrații mari pe sub soclul aripii de pe malul stâng, depășind 150 l/s și deplasări ale structurii la contactul dintre arcul central și aripa parabolică. Ca urmare, s-au executat diferite lucrări printre care suplimentarea voalului de etanșare, amplificarea sistemului de drenaj și acoperirea părții aval a versantului stâng cu blocuri de beton în trepte de 6 –8 m, ancorate în adâncime cu cabluri pretensionate. Cu aceste măsuri, infiltrațiile au încetat iar comportarea barajului și a versanților au rămas în limite admisibile.
Lucrările de execuție a barajului Paltinu au început în 1966, barajul fiind dat în funcțiune în 1971. O a doua etapă de consolidări a fost executată în intervalul 1976 - 1982.

Barajul Paltinul - vedere din aval

#### Lucrări anexă
Pentru evacuarea debitelor mari, a fost executat un descărcător de suprafață de tip pâlnie, cu turnul fundat pe platforma malului stâng. La baza acestuia sunt dispuse două goliri de semi-adâncime simetrice. Debitele debușează printr-un puț în galeria de bază, utilizată în perioada de execuție la devierea apelor.
In afara de priza hidrocentralei,si golirea de fund initiala, de la baza barajului, capacitatea de golire s-a suplimentat, in a doua etapa cu a doua golirie de fund,cu o capacitate de 50 mc/sec, instalata in  galeria de deviere: casa vanelor acestei goliri e amplasata subteran, imediat amonte de putul derscarcatorului de ape mari, utilizind pentru evacuarea debitelor galeria acestuiagolire
La piciorul barajului s-a executat o centrală hidroelectrică cu o putere instalată de 10 MW. Centrala este echipată cu două turbine de tip Francis.

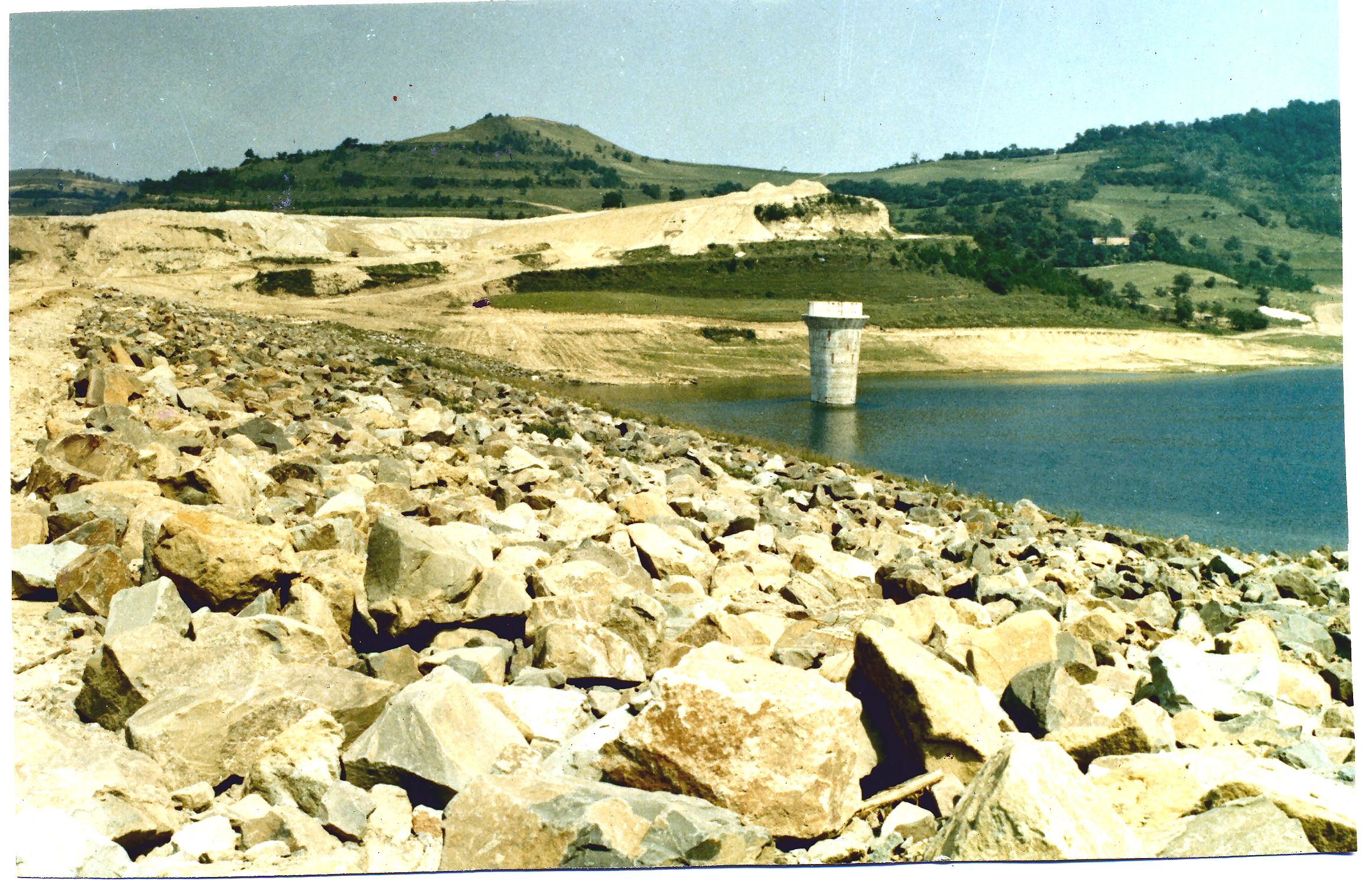
Barajul Ighiș

##### Barajul Ighiș

Barajul Măneciu

Barajul Ighiș este situat pe râul Ighiș, afluent al Târnavei Mari, și are drept scop alimentarea cu apă potabilă și industrială a municipiului Mediaș și, în subsidiar, atenuarea undelor de viitură și combaterea inundațiilor în bazinul Târnavei Mari. Barajul de pământ, de tip neomogen, cu ecran central de argilă, are o înălțime de 36 m și o lungime la coronament de 475 m și realizează un lac de acumulare cu un volum util de 9,8 milioane m3. Pentru evacuarea apelor mari, barajul este prevăzut cu un deversor pâlnie cu o capacitate de 132 m3/s. Este de remarcat că primele deversoare de tip pâlnie ale barajelor din România au fost proiectate de inginerul Aristide Teodorescu.
De la baraj, pornește o aducțiune din tuburi de beton precomprimat de 1.000 mm diametru și 8 km lungime, care ajunge la stația de pompare din Copșa Mică a sistemului de alimentare cu apă.

#### Barajul Măneciu

##### Barajul
Barajul Măneciu, amplasat pe râul Teleajen, imediat aval de confluența cu râul Telejenel, are înălțimea maximă de 80 m și lungimea la coronament de 750 m. Este construit din materiale locale, respectiv: nucleul de etanșare, central, din argilă, protejat amonte și aval cu câte 2 strate de filtre, iar prismele de rezistență din balast și anrocamente. Condițiile geologice au impus etanșarea fundației cu voal de injecții de adâncime, executat din galeria de vizitare de la baza nucleului, extins spre amonte pe ambii versanți tot cu voal de injecții sau cu ecran Kelly. De asemenea, versanții acumulari au fost protejați în amonte de baraj cu prisme de anrocamente. Volumul umpluturilor în corpul barajului e de cca 6 milioane m3.

##### Lucrari anexă
Evacuatorul de ape mari tip pâlnie de pe malul drept, se continuă cu o casetă din beton armat ce traversează corpul barajului, și apoi cu canalul rapid aval; debitul de verificare cu asigurarea de 0,1% este de 1.200 mc/sec. Două goliri de semiadâncime cu capacitatea de 200 mc/sec debușează în construcția evacuatorului de ape mari. Golirea de fund cu capacitatea de 90 mc/sec, e montată în galeria de deviere de pe malul drept. Galeria de priză a centralei hidroelectrice e amplasată  pe malul stâng.
Execuția barajului Măneciu a început în 1977; s-a finalizat după ieșirea la pensie a ing. Aristide Teodorescu (1990).

#### Sistemul Runcu-Firiza

##### Galeria  de deviere Runcu –Firiza.
Din necesitatea extinderii Sistemului hidrotehnic Baia-Mare, a fost executata galeria de deviere Runcu - Firiza, prin care se tranzitau debitele naturale din bazinul riului Runcu in bazinul riului Firiza. Astfel se suplimentau debitele regularizate in acumularea barajului Strimtori. Dela un baraj de priza amplasat pe riul Runcu porneste o galerie betonata de 2,2 m diametru si de 8,3 km lungime, pâna in Valea Neagra, afluent al riului Firiza. Din cauza lungimii mari, galeria a fost atacata prin 5 puncte: doua ferestre de atac de la capete si 3 puturi intermediare cu adincimi intre 70 si 130 m. A fost executata intre 1968-1973.

##### Barajul Runcu
Constitue ultima etapa de extindere a sistemului hidrotehnic Runcu-Firiza. Acumularea creata de baraj regularizeaza debitele riului Runcu, suplimentind volumul de apa trtranzitat tot prin galeria Runcu - Firiza, în acumularea Strâmtori.
Este un baraj de anrocamente, etansat cu masca amonte din placi de beton armat. Conceptia apartine ing. Aristide Teodorescu; finalizarea proiectului de executie si a executiei lucrarii, s-a făcut însă după pensionarea sa.

## Concluzii

### Distinctii primite.
Pentru activitatea sa direct productivă în proiectare, inginerul Aristide Teodorescu a primit următoarele distinctii:
- Ordinul Muncii clasa a III-a prin decretul Consiliului de Stat nr.541/5.VII.1966, pentru: merite deosebite in proiectarea si executarea lucrarii “Sistemul hidrotehnic Baia Mare.”
- Diploma de onoare decernată de Comitetul Național Român al Marilor Baraje pentru contributiile deosebite aduse in activitatea “Comitetului National Roman al Marilor Baraje” si a ingineriei barajelor in general” - decernată în 2003, la implinirea a 75 de ani de activitate a Comitetului Roman al Marilor Baraje.
- Diploma de Onoare conferita post mortem de Guvernul Romaniei - jud. Prahova, in iunie 2011, la implinirea a 40 de ani dela darea in functiune a Barajului Paltinu “pentru proiectarea, urmarirea realizarii, asigurarea punerii in functiune, consolidarea si supravegherea comportarii constructiei, în calitate de inginer-sef proiect pentru Barajul Paltinul”.

### Caracterizarea personalității
Proiectele elaborate în calitate de șef de proiect precum și cele la elaborarea cărora i-a revenit responsabilitatea de consilier, coordonator al proiectării, urmărirea execuției și exploatării acestora, confirmă deosebita pregătire tehnică,  profesionalismul, experiență acumulată și o înțelegere exemplară a relației dintre proiectare și execuție, dintre proiectant și colectivele de pe șantierele de execuție. Rodul acestei înțelegeri l-a constituit legarea unor prietenii sincere și de durată cu majoritatea membrilor colectivelor de execuție, situație cu totul deosebită de relațiile obișnuite dintre proiectanți și executanți.
În proiectele elaborate a promovat cu curaj și responsabilitate soluții și tehnologii noi și eficiente, urmărind cu perseverență realizarea și punerea corespunzătoare în execuție a acestora: baraj în arc cu rost perimetral la baraj Paltinu, realizarea unei goliri de fund la barajul Paltinu cu acumularea aflată în exploatare, deversor de ape mari tip pâlnie completat cu goliri de semiadâncime, etc.
Aristide Teodorescu s-a bucurat în activitatea sa de sprijinul, colaborarea și chiar de prietenia unor cunoscute, renumite și distinse personalități, ce au marcat în mod deosebit realizările din domeniul construcțiilor hidrotehnice din România, printre care profesorii Dorin Pavel, Radu Prișcu și geologul academician Ion Băncilă.
Aristide Teodorescu a fost un inginer hidrotehnician de excepție, cu activitate și realizări remarcabile, un om deosebit, apreciat cu stimă și respect de toți colaboratorii și de cei implicați sau legați de activitățile sale.

## Galerie

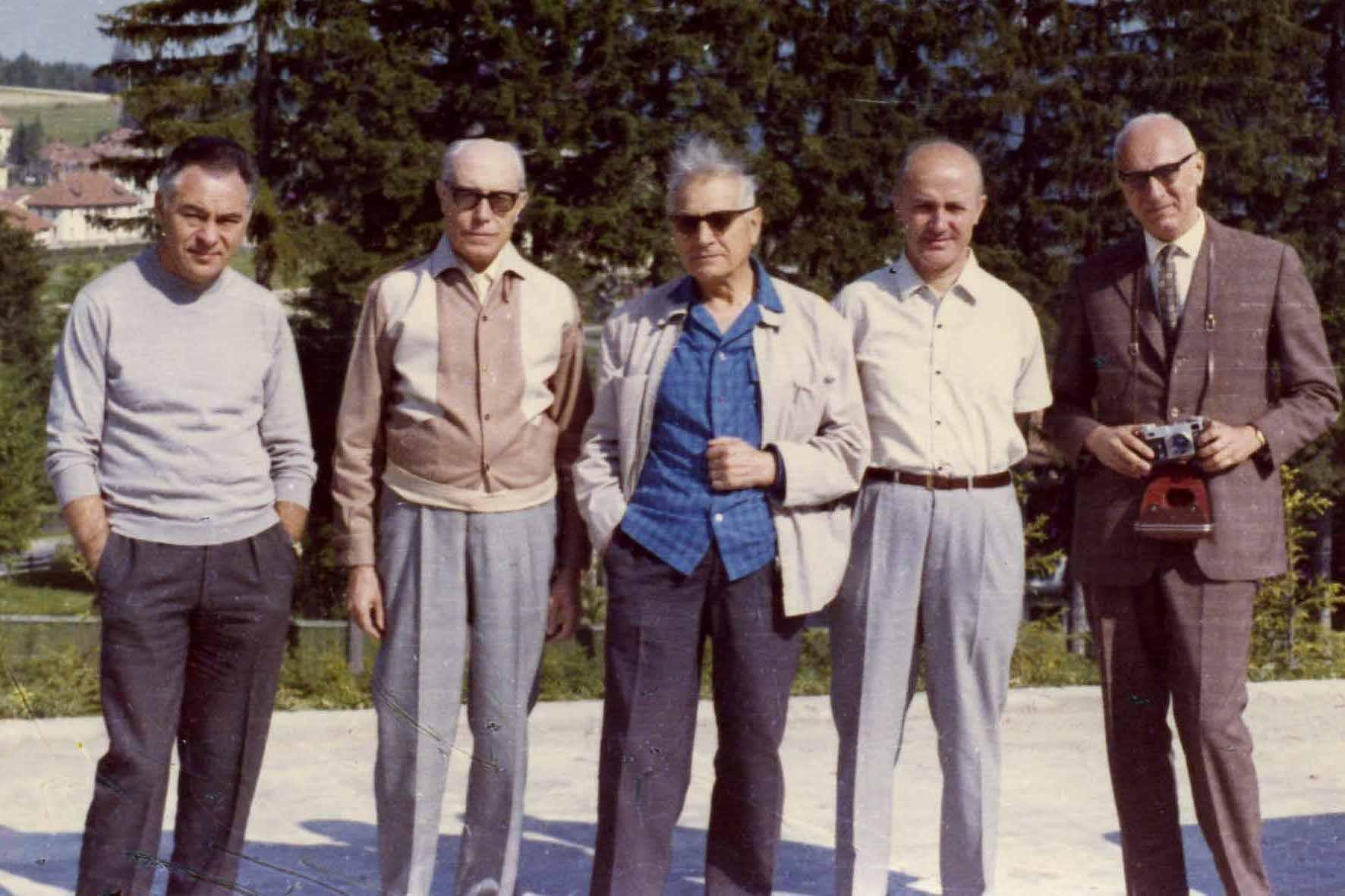
Ing. Aristide Teodorescu cu Prof. Radu Prişcu, ing. Guido Oberti şi acad. Ion Băncilă pe şantierul barajului Paltinul în 1967
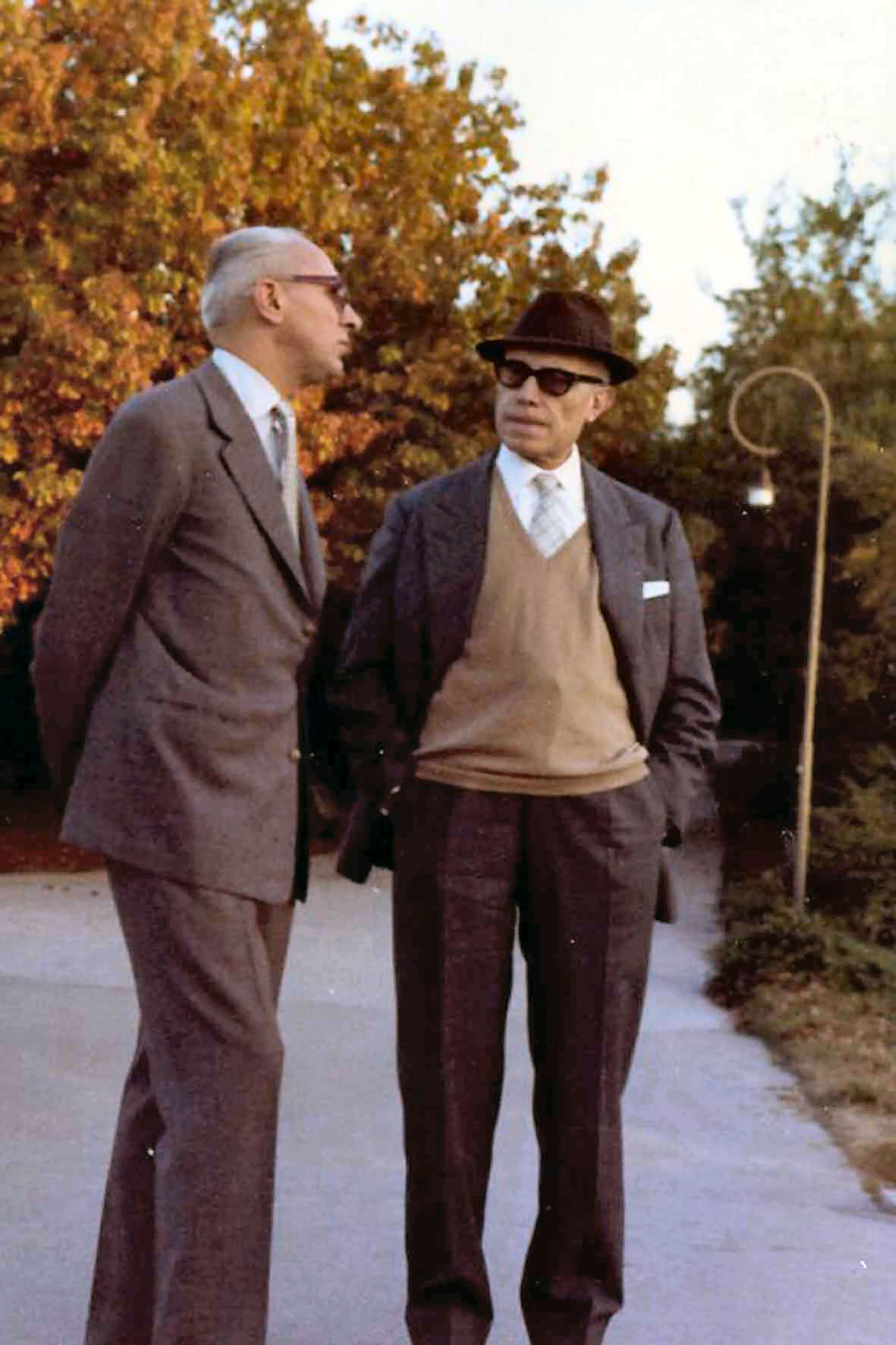
Ing. Aristide Teodorescu şi Prof. Guido Oberti pe şantierul barajului Paltinul în 1967.
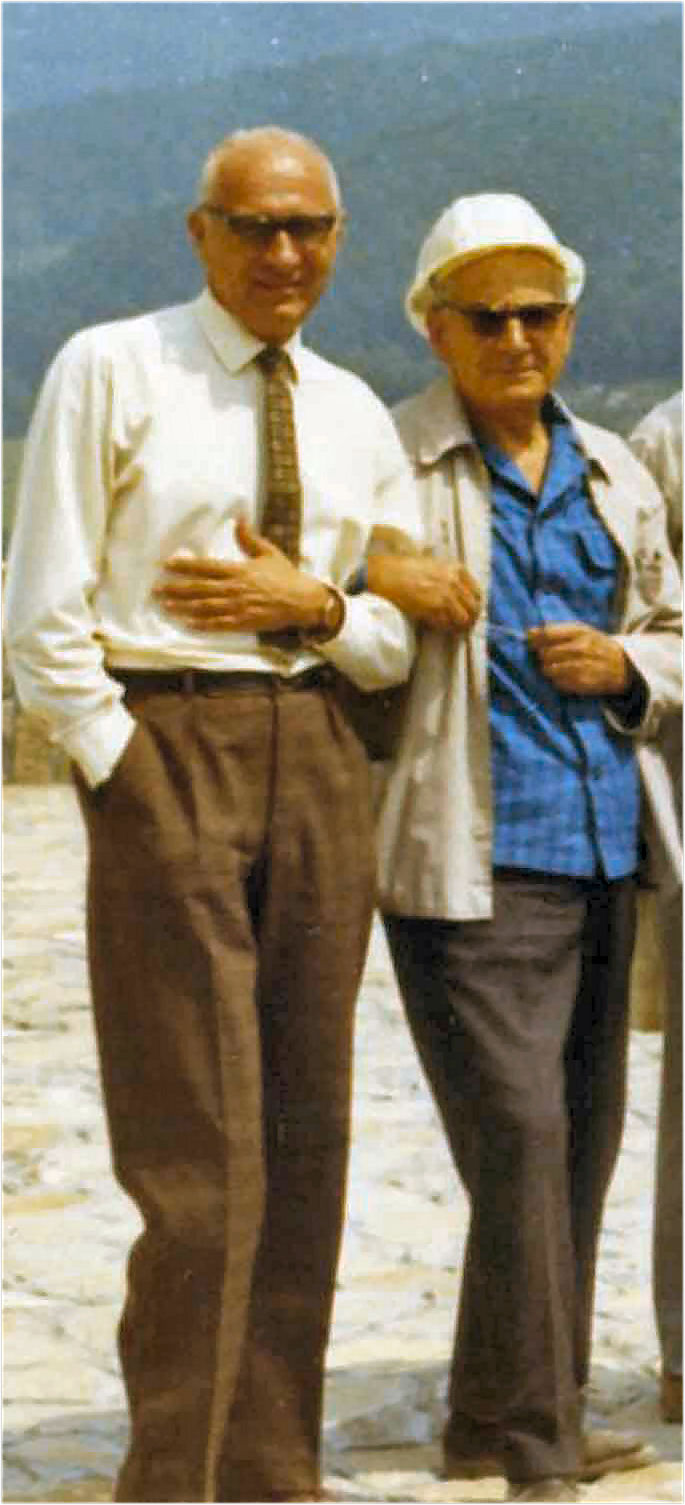
Ing. Aristide Teodorescu şi Acad. Ion Băncilă pe şantierul barajului Paltinul
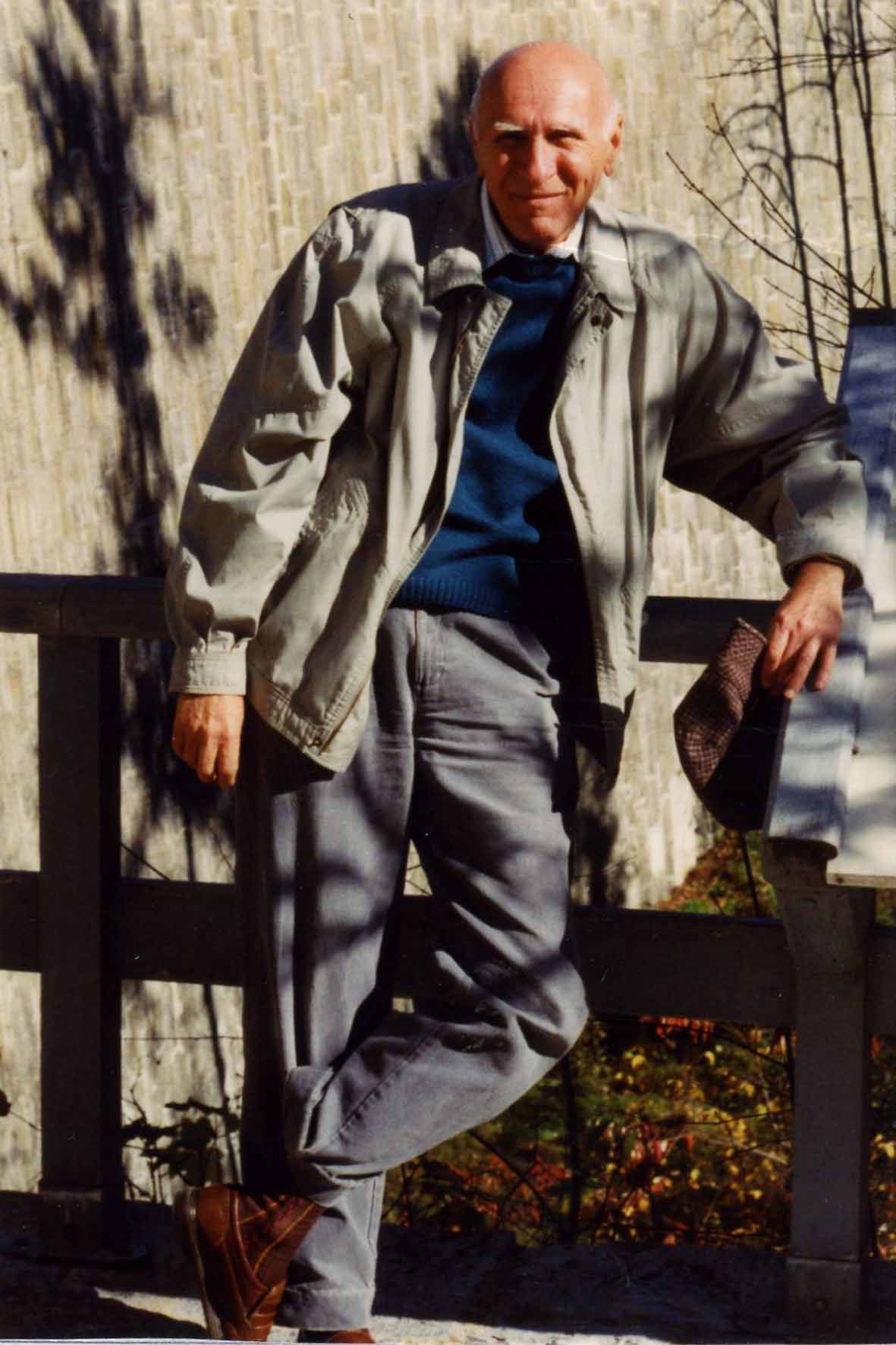
Aristide Teodorescu în 1994 în timpul unei vizite pe şantier.
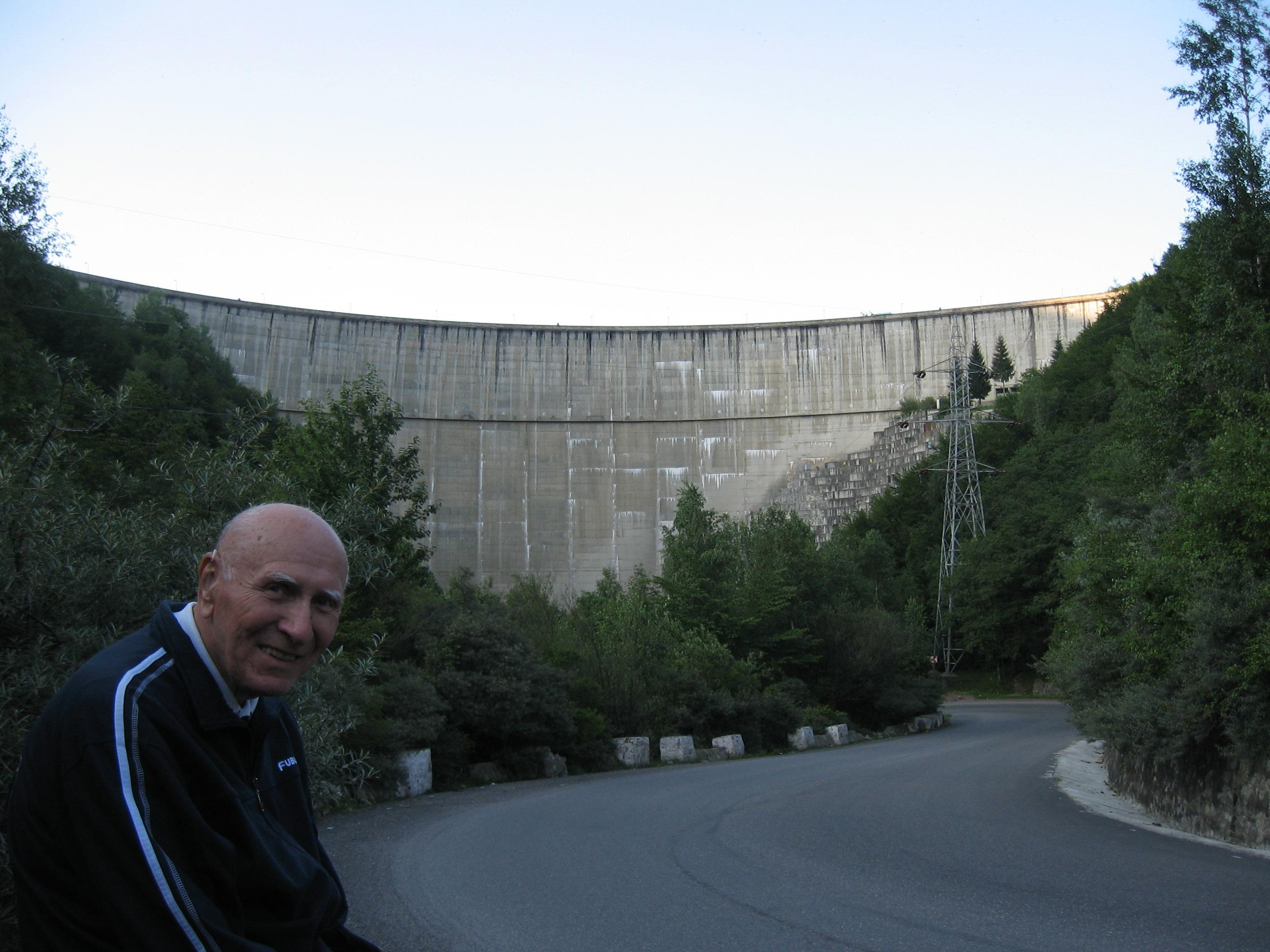
Ing. Aristide Teodorescu la barajul Paltinul în 2007.

## Publicații
- PRIȘCU, R., TEODORESCU, A., FLEGONT, G., Sistemul hidrotehnic Baia Mare, Hidrotehnica nr.11, 1965
- PRIȘCU, R., TEODORESCU, A., FLEGONT, G., Barajul cu contraforți Strimtori-Baia Mare, Hidrotehnica nr. 8, 1966
- PRIȘCU, R., TEODORESCU, A., FLEGONT, G., Mesures pour assurer la stabilité et l´étanchéité du versant droit du barrage Strimtori, Rapport nr. 71, Q. 32, Neuvième Congrès International des Grands Barrages, Istamboul, 1967
- PRIȘCU, R., TEODORESCU, A., FLEGONT, G., Concepții moderne aplicate la proiectarea barajelor IPACH, Sesiunea științifică IPACH, București, 1968.
- PRIȘCU, R., TEODORESCU, A., FLEGONT, G., Le système hydrotechnique de Baia Mare, Expomat-Actualités, no. 14, 1969
- PRIȘCU, R., BANCILA, I.,TEODORESCU, A., FLEGONT, G., La construction des deux grands barrages dans le flysch carpatique de Roumanie, Rapport nr. 39, Q. 37, Dixième Congrès International des Grands Barrages, Montrèal, 1970
- TEODORESCU, A., Note asupra problemelor de combatere a inundațiilor, Hidrotehnica nr.6, 1975
- TEODORESCU, A., VOICU, I., Barajul Ighiș, Hidrotehnica nr.2, 1980
- BĂNCILĂ, I., TEODORESCU, A., Amenajarea versantului drept a barajului Strîmtori pe râul Firiza, Hidrotehnica nr.9, 1980